# Zone de sécurité commune

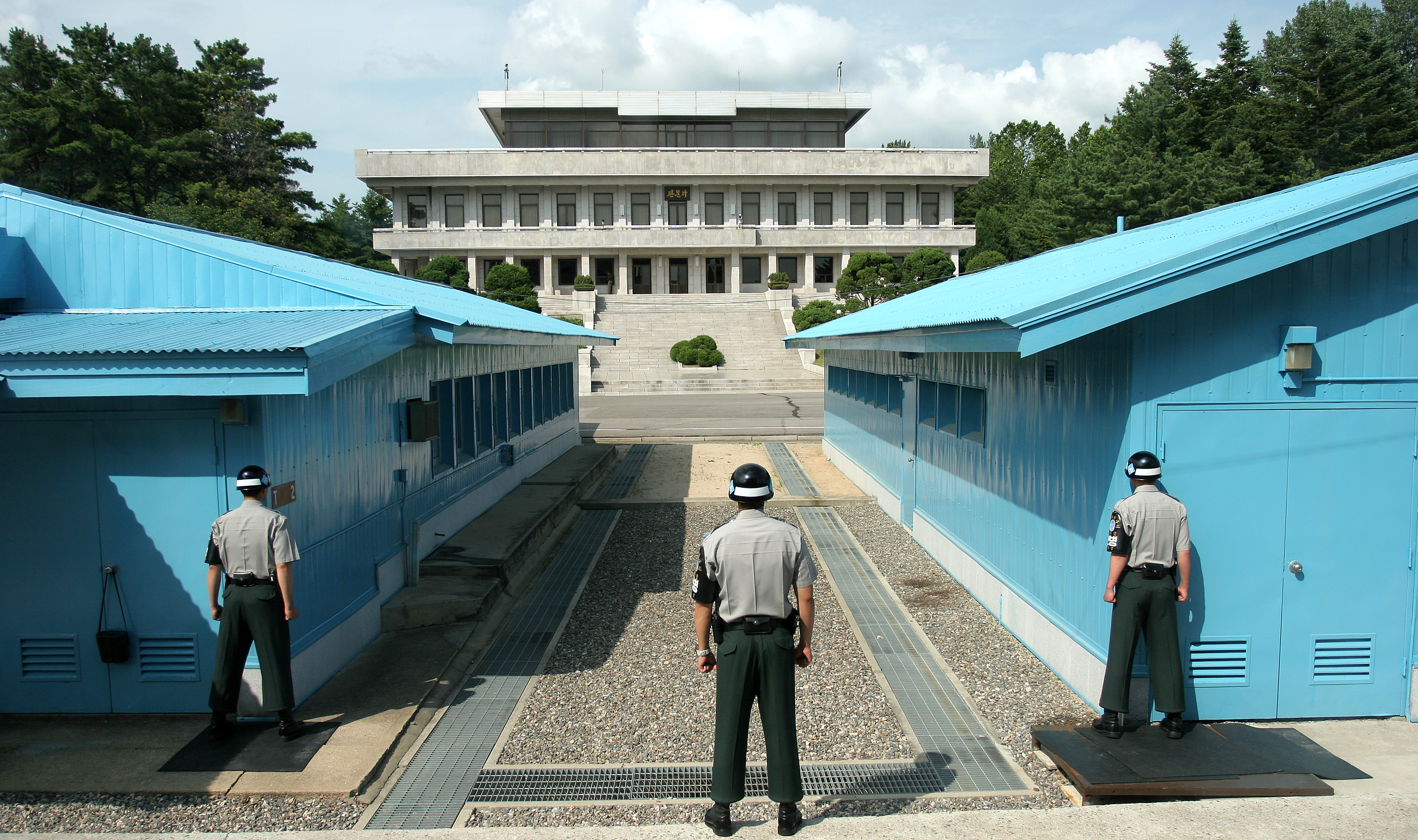
Trois soldats sud-coréens surveillant les abords de la JSA dans la DMZ. En arrière plan, le Pavillon Phanmun en Corée du Nord.

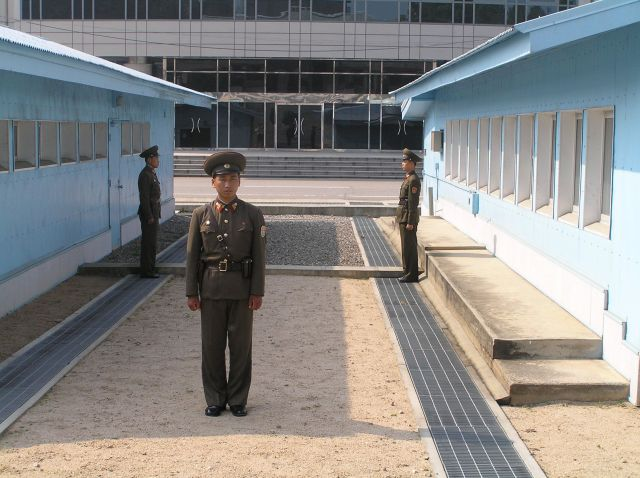
La JSA vue du côté nord-coréen avec, au centre, la saillie (en béton) qui marque la frontière avec la Corée du Sud.

Pour les articles homonymes, voir JSA.
Cet article concerne la « zone commune de sécurité ». Pour le village de Panmunjeom, voir Panmunjeom.
La Joint Security Area (« zone de sécurité commune ») ou JSA est la zone sous contrôle de l'ONU située à la frontière commune entre la Corée du Nord et la Corée du Sud, dans la zone démilitarisée (DMZ). Elle fut créée lors de la signature, le 27 juillet 1953 de l'armistice de Panmunjeom mettant officiellement fin à la guerre de Corée. La Joint Security Area est placée sous le contrôle de l'ONU. Tout autour, une zone tampon de quelques centaines de mètres est mise en place avec un accès très réglementé.
La JSA permet aux Coréens du Nord et ceux du Sud, sur quelques dizaines de mètres, de dialoguer de part et d'autre de la frontière. Elle est surveillée le jour.

## Géographie

### Localisation
La zone se trouve à 1 km à l'est de l'ancien village de Panmunjeom, aujourd'hui disparu, dans lequel fut signé l'armistice et auquel le nom est d'ailleurs abusivement associé. La localité la plus proche est le village sud-coréen de Daeseong-dong (en), situé à 1,5 km au sud. En face, de l'autre côté de la rivière Sachon, qui marque la frontière sur environ 1,5 km dans ce secteur, se trouve le village nord-coréen de Kijong-dong, célèbre pour abriter le quatrième plus grand drapeau au monde.

### Site

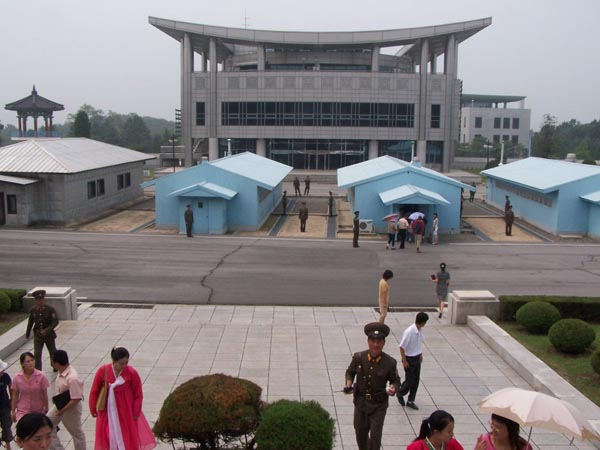
La Freedom House depuis le Panmungak.

Le site est occupé par un ensemble de bâtiments, dont des baraquements construits dès septembre 1953 et qui furent par la suite complétés d'autres constructions plus imposantes en béton venus s'ajouter de part et d'autre de la ligne : le Panmungak au nord, la Maison de la Paix (House of Peace) et la Maison de la Liberté (Freedom House) au sud.
À l'ouest de la zone se situe le « pont de Non-retour » qui traverse la rivière Sachon et qui servait, en 1953, de point de passage entre les deux Corées notamment pour l'échange de prisonniers. À 150 m en amont de ce dernier, les nord-coréens construisirent en 1976 (après l'« Incident du peuplier »), le « pont de 72 heures » (appelé ainsi parce qu'édifié en trois jours), afin de pouvoir directement accéder à leur zone au sein de la JSA depuis le village de Panmunjeom (ceci afin d'éviter de passer par le « pont de Non-retour » qui les obligeait à traverser la zone ennemie par le sud pour accéder à leur propre secteur).
La JSA est un des rares vestiges de la Guerre froide. Les baraquements sont encore utilisés à des fins de négociations, aussi bien par les Nations unies et l'armée nord-coréenne que par les autorités des deux pays.

### Évolution du site

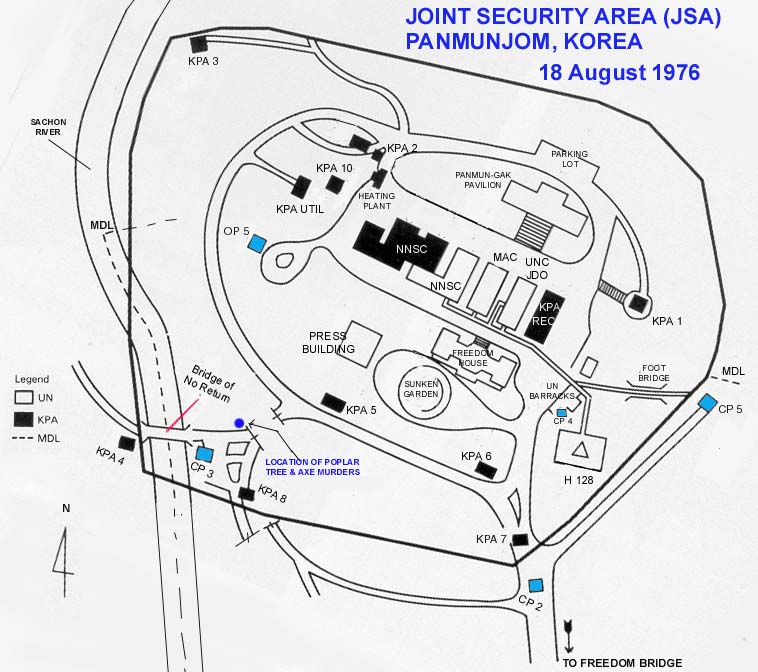
En 1976, carte du site de la Joint Security Area.
Aujourd'hui, carte du site de la Joint Security Area (la ligne de démarcation est inscrite en rouge).
Aujourd'hui, carte du site de la Joint Security Area (la ligne de démarcation est inscrite en violet).

## Histoire

### Création
Elle fut créée lors de la signature, le 27 juillet 1953 de l'armistice de Panmunjeom mettant officiellement fin à la guerre de Corée. C'est aujourd'hui le siège de la Commission d'armistice militaire (UNCMAC), organisme chargé de faire appliquer les termes de l'accord de cessez-le-feu.

### Incident du peuplier
Le 18 août 1976, pendant une mission d'élagage et de déboisement d'arbres dans la DMZ, deux officiers de la Joint Security Force (JSF) « Force de Sécurité commune » américano-sud-coréenne sont assassinés à la hache par des soldats nord-coréens. Cet épisode est connu sous l'appellation de « incident du peuplier » (en anglais Axe Murder Incident).

### Incident du 23 novembre 1984
Le 23 novembre 1984,  Trois soldats nord-coréens et un sud-coréens de la KOTUSA sont tués, et un soldat  nord-coréen et un soldat américain blessé dans un échange de tirs qui a éclaté dans la zone de sécurité commune après qu'un transfuge soviétique a fui la Corée du Nord pour se réfugier en Corée du Sud. Deux soldats nord-coréens sont exécutés par un officier aussitôt après l'incident.

### Vers un désarmement?
Le 1er octobre 2018, le ministère de la Défense de Corée du Sud annonce avoir commencé le déminage de la JSA dans le cadre du réchauffement diplomatique entre les deux Corées. Le déminage devrait être suivi du démantèlement de baraquements militaires, et du désarmement des militaires des deux Corées qui la gardent. Le colonel Chad Carroll, porte-parole du commandement des Nations unies en Corée, n'a en revanche pas annoncé de désarmement des soldats de l'ONU encore sur place.

## Dans la culture populaire
La JSA est le cadre de l'intrigue dans le film homonyme du réalisateur sud-coréen Park Chan-wook.

## Galerie

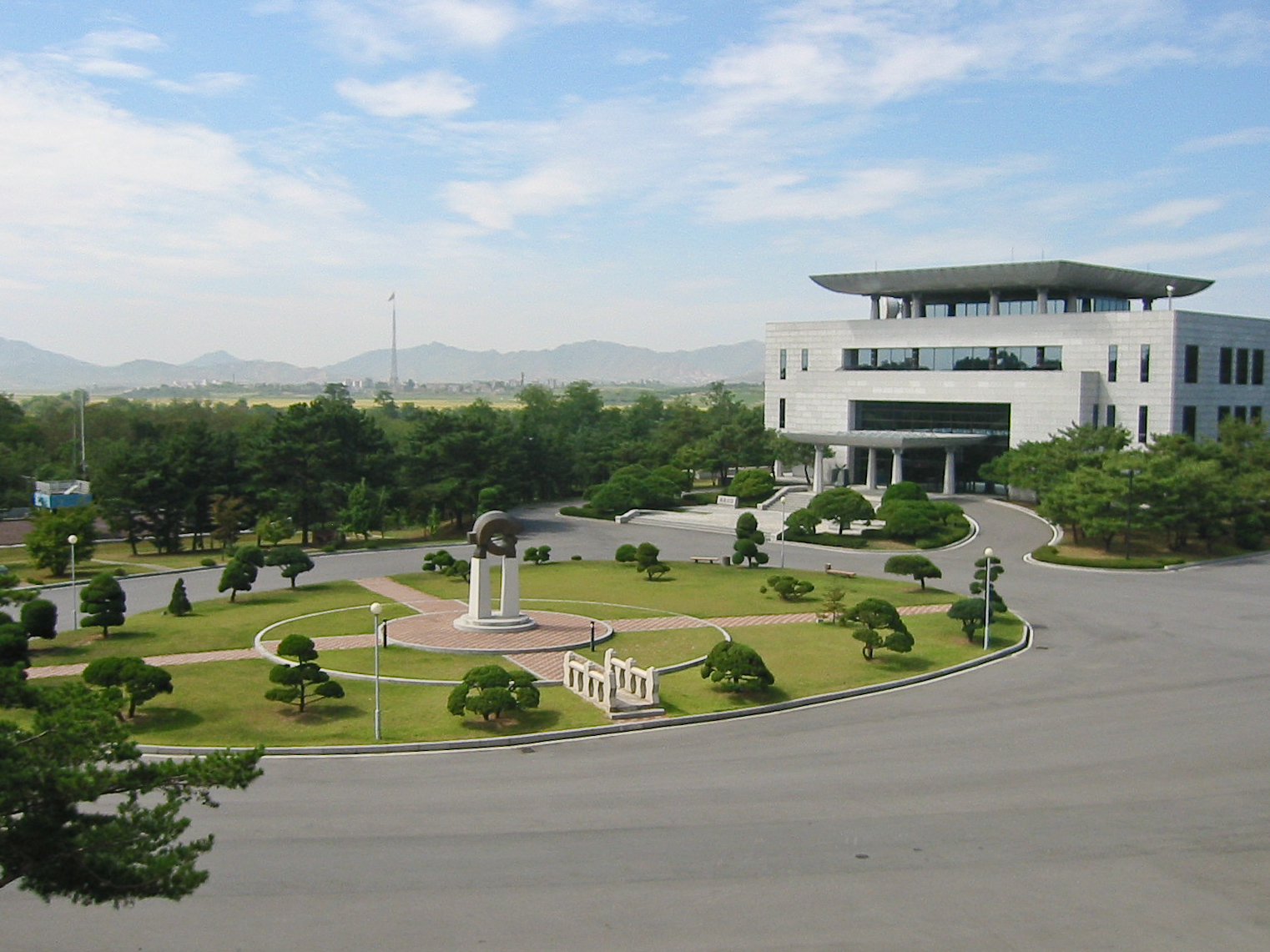
La JSA, avec en arrière-plan le village de Kijong-dong, première localité nord-coréenne après la frontière
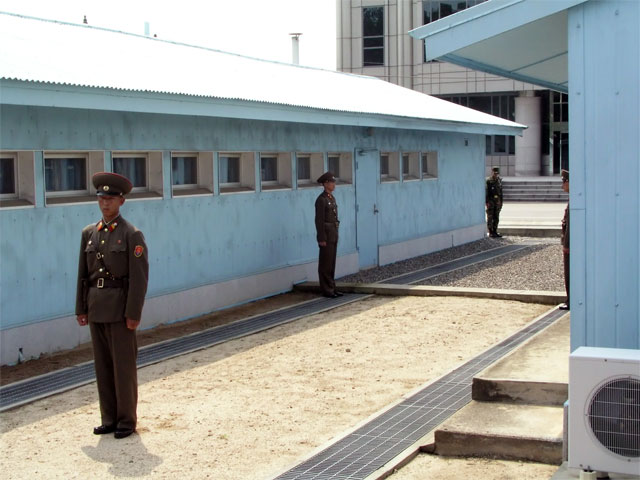
La frontière vue ici du nord, est matérialisée par des dalles placées en travers et gardé par deux soldats nord-coréens se faisant face
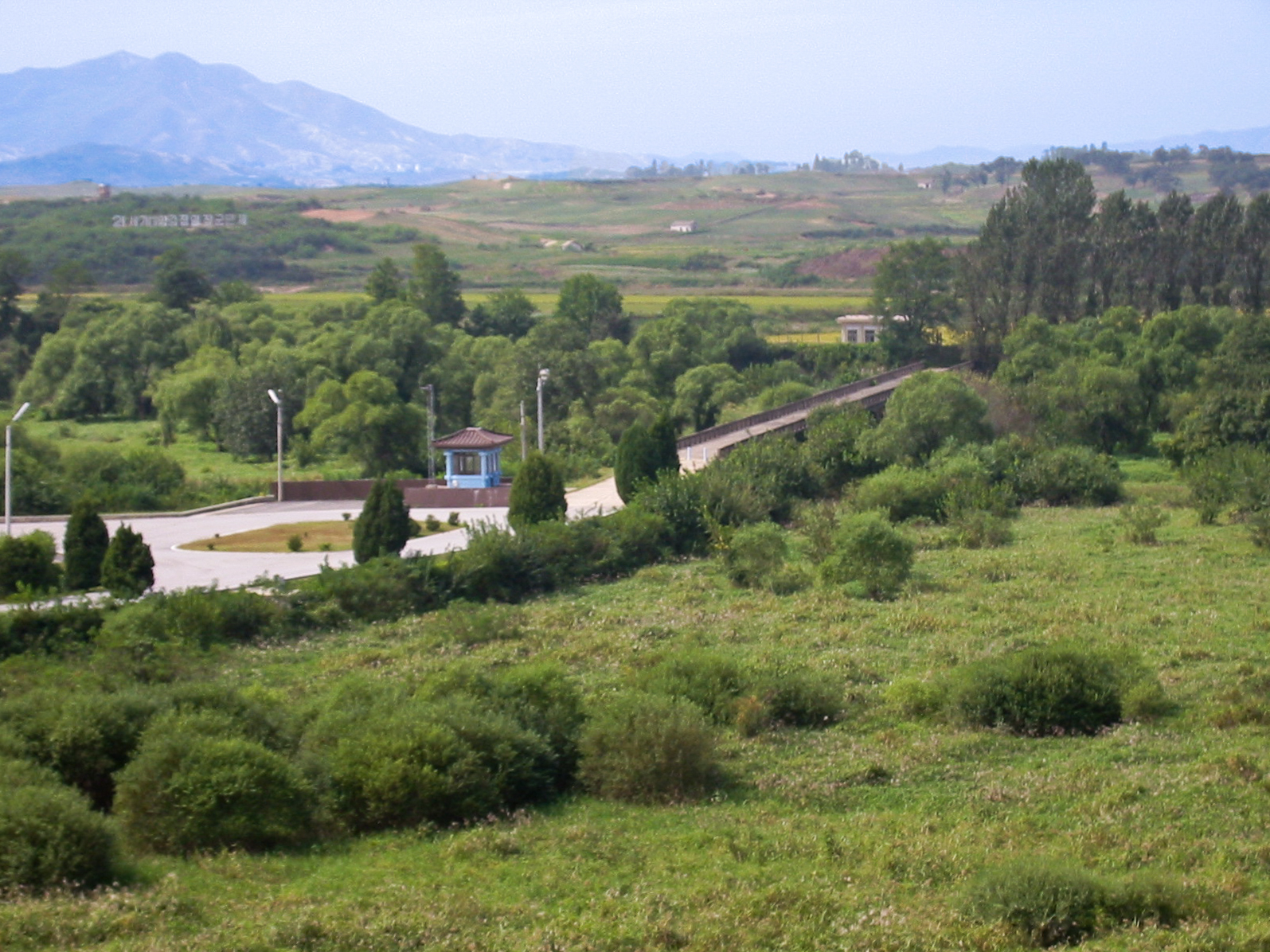
Le Pont de Non-Retour
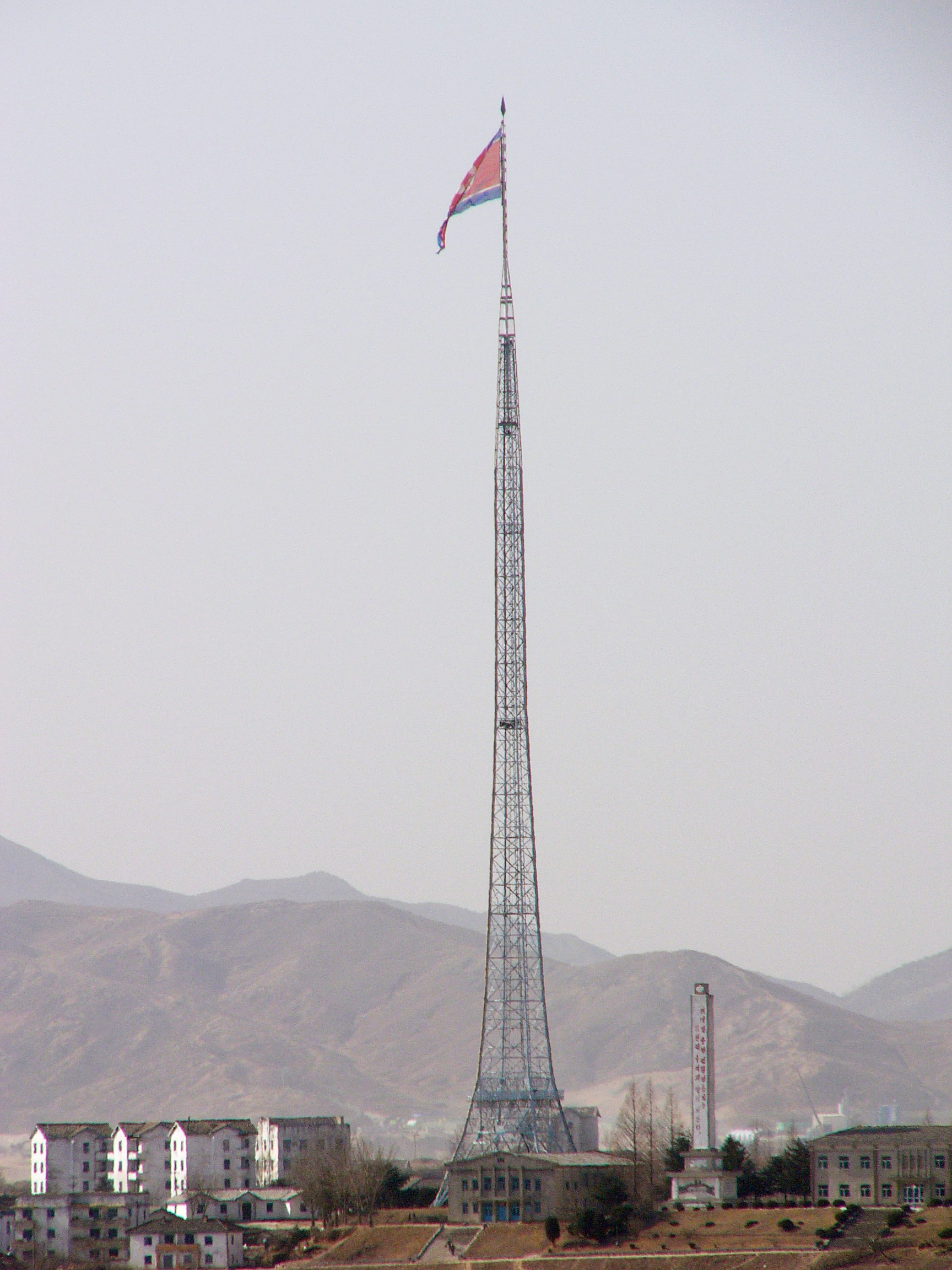
Vu de la JSA, le village nord-coréen de Kijong-dong où flotte le quatrième plus grand drapeau du monde.
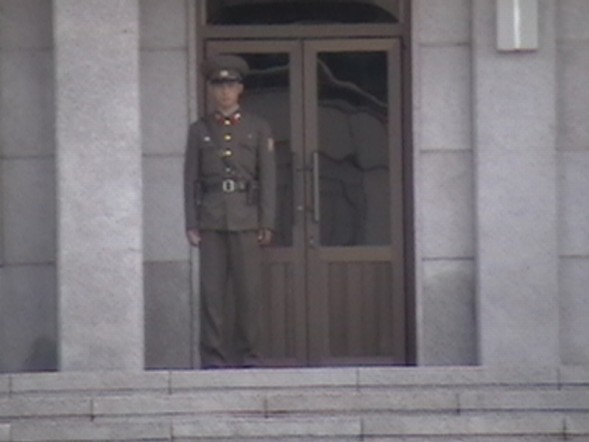
Soldat nord-coréen
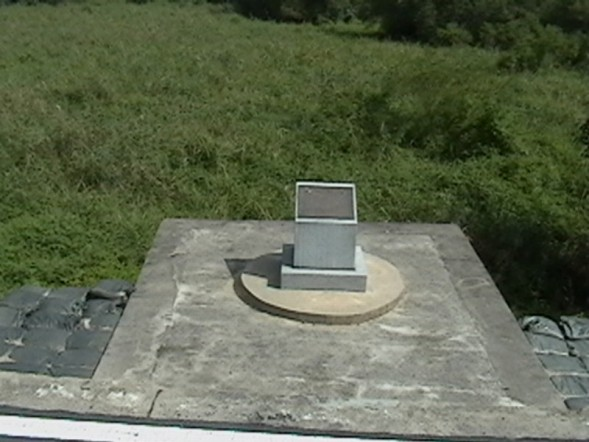
Monument pour rappeler l'incident du peuplier survenu en 1976
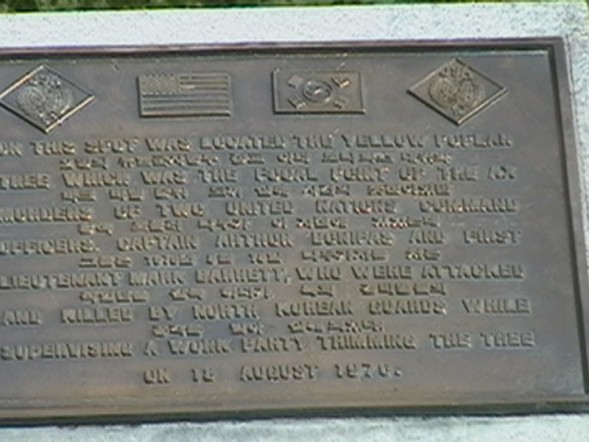
Plaque souvenir pour rappeler l'incident du peuplier survenu en 1976
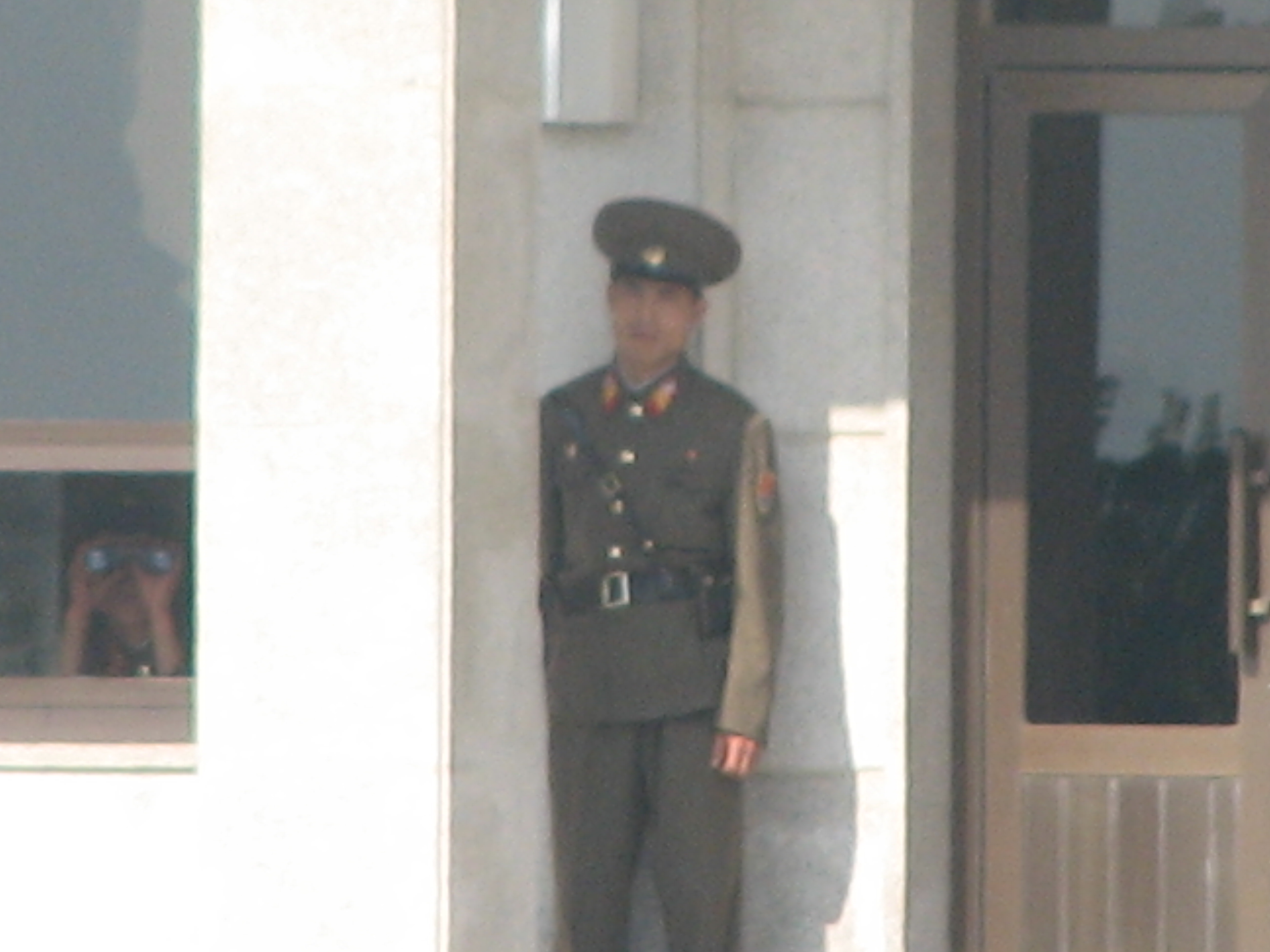
Soldat nord-coréen observant les activités au sud
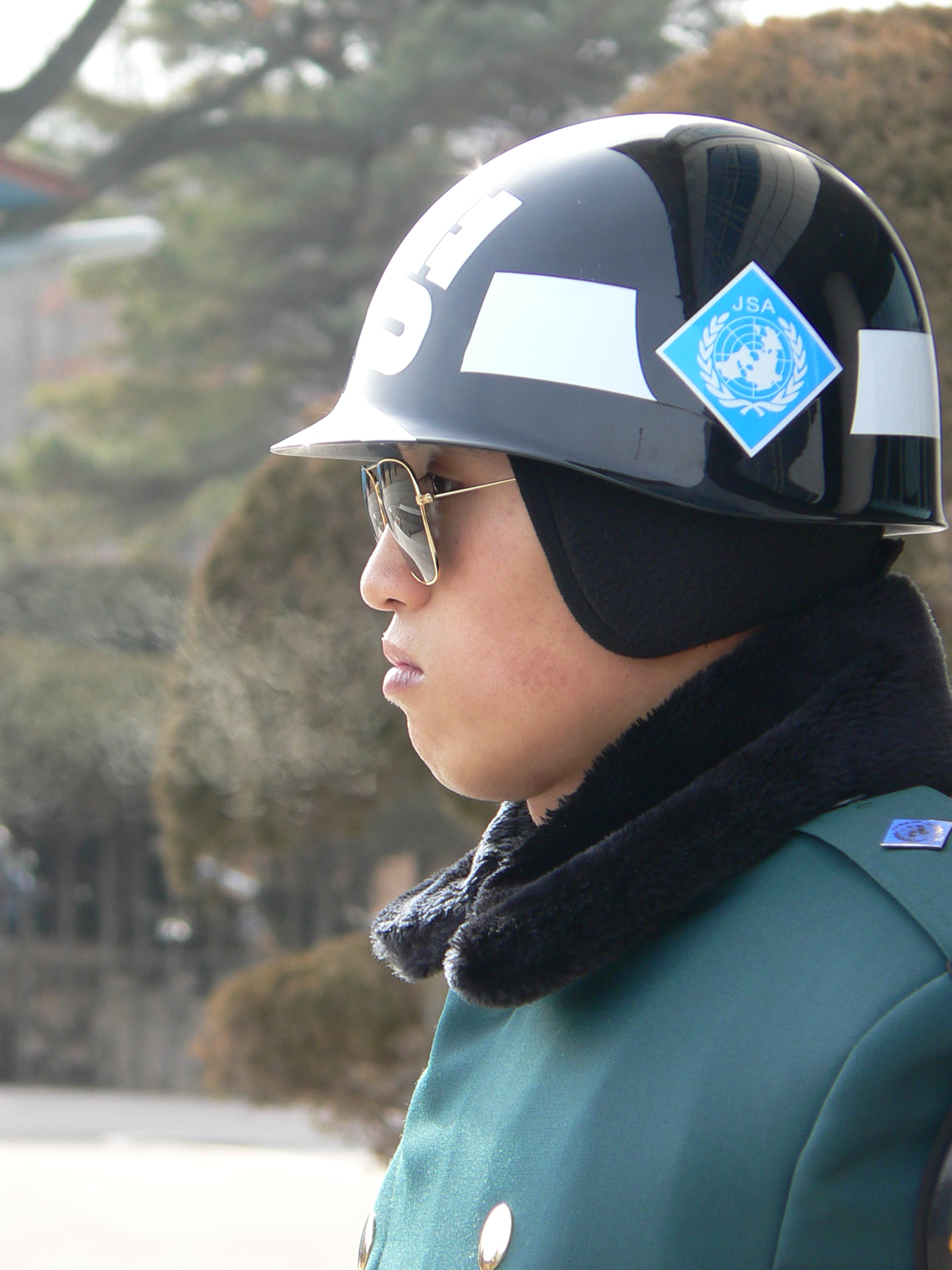
Soldat de la JSA
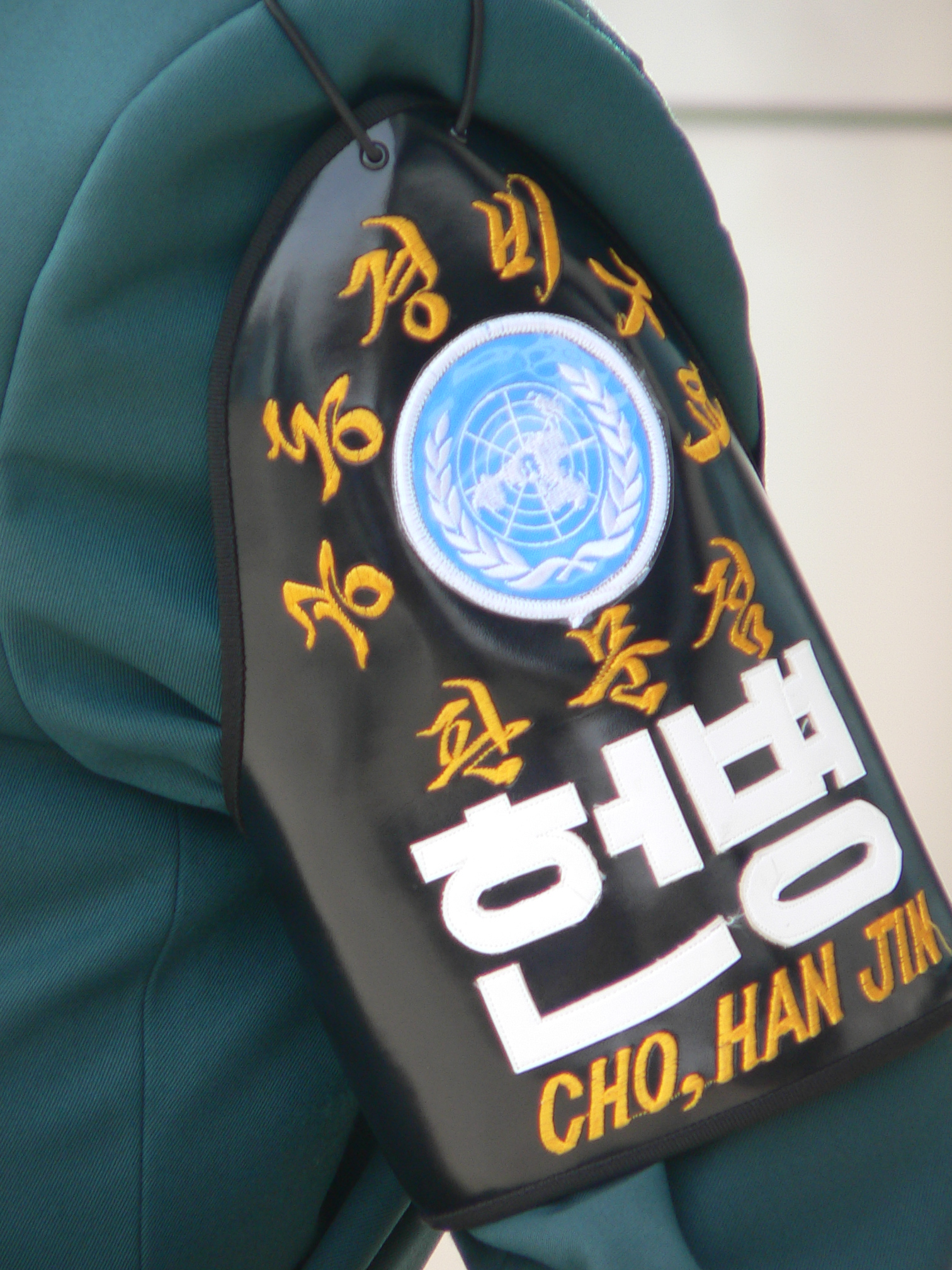
Manche d'un soldat de la DMZ
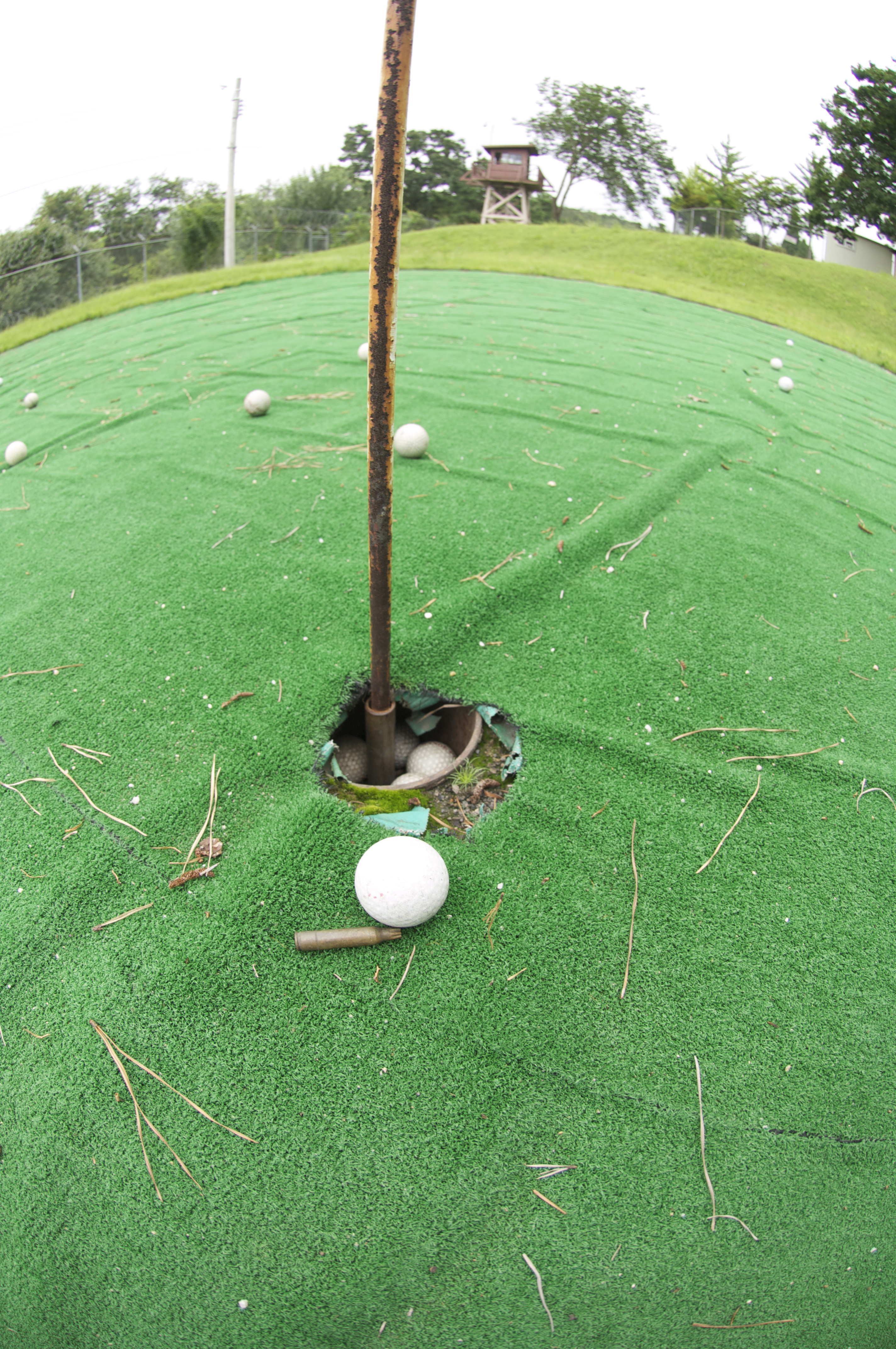
L'un des trous du « parcours de golf le plus dangereux au monde », car situé dans la DMZ à Camp Bonifas.
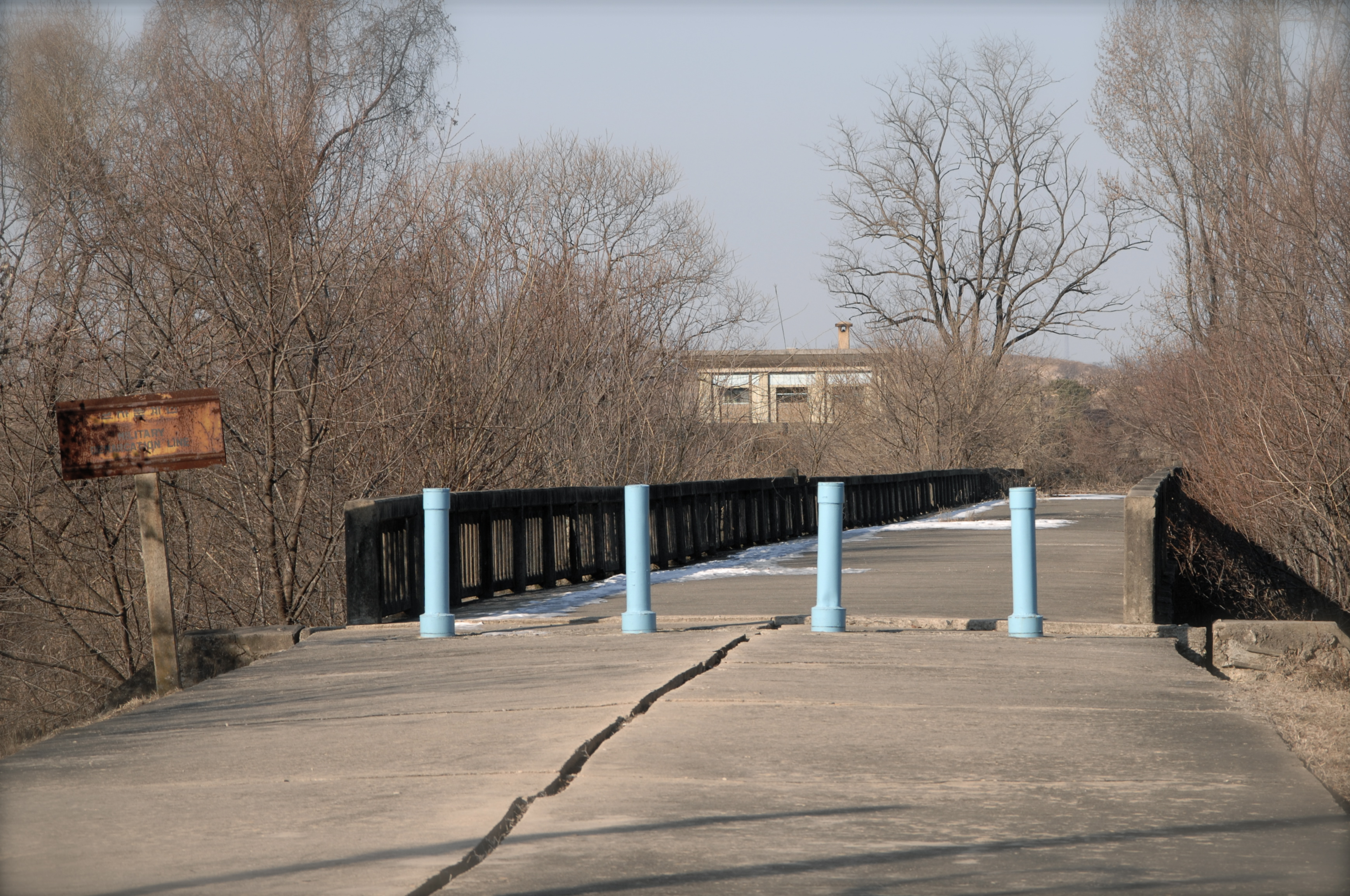
Pont du non-retour (« No Return Bridge »)
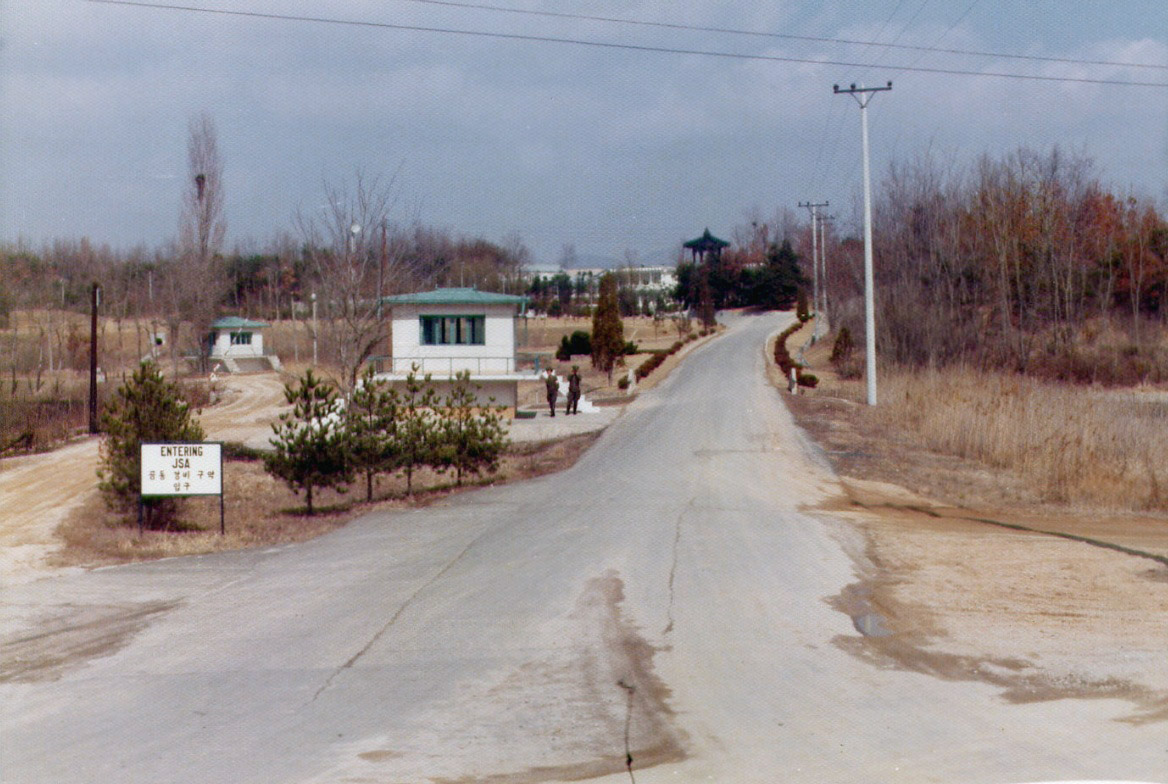
La JSA en 1976